# Nikita Zacharyn
Nikita Romanowicz Zacharyn (ros. Никита Романович Захарьин; zm. 23 kwietnia 1586) – bojar rosyjski, okolniczy.
Syn Romana Juriewicza Zacharyna-Koszkina, brat Anastazji i przez to szwagier Iwana Groźnego.
Pierwsza informacja o nim pochodzi z roku 1547, kiedy to car mianował go stolnikiem. W latach 1547–1548 brał udział w wyprawie wojennej przeciwko chanatowi kazańskiemu. Uczestniczył także w pochodzie na Szwedów w 1551 r. i Litwę w 1559 r. W 1563 r. został bojarem i dworzaninem. Ufundował Monaster św. Nikity w Moskwie.
Pod koniec życia złożył śluby mnisze, przyjmuję imię zakonne Nifont. Został pochowany w klasztorze Nowospasskim.
Miał czterech synów, w tym Filareta, późniejszego patriarchę moskiewskiego i całej Rusi. Jego wnukiem był Michał Romanow, który zakończył Wielką smutę i był pierwszym carem z dynastii Romanowów.